# Enrico Papi
Enrico Papi (Roma, 3 de junio de 1965) es un presentador de televisión y autor de televisión italiano.

## Biografía
Proveniente de una familia de clase media (su padre Samuele era vendedor de autos y su madre Luciana terrateniente), Enrico también tiene una hermana menor llamada Loretta. Asistió a las escuelas católicas lasalianas y después de haber obtenido su diploma de bachillerato clásico en el Instituto Sant'Apollinare de Roma se matriculó en la Facultad de Derecho, sin embargo interrumpiendo sus estudios; retomó la universidad con el Cepu, del que entre 2000 y 2003 también fue testimonio publicitario. También estudió canto y piano: su pasión por la música guiaría su carrera como presentador de televisión . Apasionado del teatro desde niño, también incursionó en algunas representaciones participando en tres festivales nacionales. En 1998 se casa con Raffaella Schifino con quien tiene dos hijos: Rebecca, en 2000, e Iacopo, en 2008. Desde principios de la década de 2000, tiene una segunda residencia en Miami, en Estados Unidos, donde se muda permanentemente durante los períodos de inactividad televisiva.

## Debut
Hizo su debut como artista de cabaret en pabellones deportivos, antes de conciertos de importantes cantantes como Fiorella Mannoia, Ivan Graziani y Nino D'Angelo, donde fue notado por Giancarlo Magalli que lo quería en su programa Fantastico bis.
Novato en Rai a finales de los ochenta, pasó a Mediaset a mediados de los noventa y fue uno de los rostros históricos de Italia 1, cadena para la que conducía programas de éxito como Sarabanda, Matricole & Meteore, La pupa e il secchione e La ruota della fortuna. En la segunda mitad de la década de 2000 se unió a Sky Italia, antes de regresar a Mediaset a principios de la década de 2020.

## Carrera televisiva

### Debut en Rai y carrera de telepaparazzo
Llega a la Rai en 1988 como creador y autor de Cámara franca dentro de Fantastico bis en la Rai 1, concluyendo su primera experiencia televisiva en 1990 tras dos ediciones en el programa de variedades. Desde 1990 está en Unomattina donde es conductor, creador y director de los reportajes semanales Entre cerca y cerca, pongamos el dedo (1990-1991) y La noticia bajo la lupa (1991-1992), mientras que en los veranos de 1992 y 1993 presenta los enlaces externos en vivo de Unomattina Estate. A lo largo de 1992 siempre conduce el programa infantil La Banda dello Zecchino en Rai 1 todos los domingos por la mañana junto con Lisa Russo y Gaia Zoppi. En 1993 debutó como periodista provocador en Fatti e misfatti, el programa vespertino de TG1. La temporada 1993-1994 fue la última en Unomattina, donde fue conductor, creador y director del juego El personaje misterioso.
En marzo de 1995, el entonces director de TG1 Carlo Rossella le ofreció la conducción de un programa de cotilleos con la condición de que Papi pudiera obtener pruebas fotográficas de una disputa entre Demetra Hampton y Vittorio Sgarbi, quienes estaban comprometidos en ese momento. Triunfando en la empresa, obtuvo la conducción de Chiacchiere, columna en el contenedor de Rai 1 Italia sera, su primer programa de cotilleos que lanzaría definitivamente su carrera televisiva; también es el creador y director del programa. En este período obtiene el carné de periodista publicista . En el verano de 1995 fue el creador y presentador de Summer Chiacchiere di Enrico Papi, una versión reducida de verano de Chiacchiere, transmitida como una columna nocturna TG1, siempre en Rai 1. En otoño vuelve a dirigir el programa, rebautizado Chiacchiere de Enrico Papi, cerrado en febrero de 1996 por Carlo Rossella tras las críticas negativas recibidas y la violación del código ético por parte de Papi. En este período se ganó los apodos de Acchiappavip y Vespina o Vespone gracias a su velocidad para interceptar a personajes famosos y zumbar a su alrededor.
En 1996 dejó la televisión pública, volviendo a ella recién en 2001, donde en el Festival de Sanremo se unió a Raffaella Carrà con Megan Gale y Massimo Ceccherini además de dirigir el Dopofestival de Festival de Sanremo por la noche junto a Carrà.

### Periodo en Mediaset
Aterrizado en las redes de Mediaset en marzo de 1996, acentúa la propensión al cotilleo que le convertirá en uno de los paparazzi más famosos de la Italia de ese periodo. El primer programa que condujo es en Canale 5 y es Papi quotidiani, una columna de chismes programada en lugar de Sgarbi quotidiani, suspendido porque Vittorio Sgarbi no pudo aparecer en video debido a su candidatura en las elecciones políticas de ese año. En mayo de 1996 participa en el programa de variedades Tutti in piazza de Canale 5, dirigido por Gerry Scotti y Alba Parietti. En la temporada 1996-1997 fue corresponsal del nuevo programa de Cristina Parodi, Verissimo, con su columna Parola di Papi, en Canale 5. Durante este período, también presenta Papi News, una columna de radio de noticias de chismes transmitida por RTL 102.5. De marzo a junio de 1997 fue creador y presentador de otro programa de cotilleos, Edizione straordinaria, con el que debutó en Italia 1. En mayo de 1997 se suspendió como periodista, dada la incompatibilidad de la profesión con las telepromociones que realiza en sus transmisiones.
En septiembre de 1997 dejó las columnas de chismes y comenzó a presentar el programa de variedades Sarabanda, luego transformado en un juego musical (con el subtítulo il gioco della musica hasta la edición 2001-2002), que se convertiría en el concurso musical de más larga duración en italiano. televisión y que gracias a los especiales la traerá en los años siguientes nada menos que 17 veces en prime time en Italia 1 (nada menos que 5 veces en 2002 y 2003 solamente); a partir de la cuarta edición también es el autor del programa. Entre los especiales de horario estelar de Sarabanda más recordados se encuentran: Sarabanda - Il match del 31 de octubre de 2000 (récord de audiencia para el programa), Il match del 14 de febrero de 2001 (igualmente exitoso), Sarabanda - La Sfida del 5 de marzo de 2003 (que incluso chocó con el Festival de San Remo de 2003) y Sarabanda Wrestling el 13 de octubre de 2003, que atrajo mucha controversia. El éxito de Sarabanda llegó en 2002 y 2003 para inquietar incluso a Striscia la notizia en términos de share, líder histórico de audiencia en esa franja horaria.
También en septiembre de 1997, Maurizio Costanzo lo quiso en Buona Domenica, con la ardua tarea de sustituir a Fiorello. La experiencia concluye al final de la temporada. El 26 de diciembre de 1997 protagoniza Italia 1, junto a Paola Barale, la variedad navideña Regalo de Navidad del Circo Americano de Enis Togni. En Canale 5 presenta dos programas de variedades de verano y uno de Navidad en horario de máxima audiencia: el primero de verano, en 1998, se titula Sapore d'estate donde lo acompaña Sandra Mondaini. El especial de Navidad, emitido el 27 de diciembre de 1998 y titulado Volare - Emozioni 1998, lo ve junto a Maurizio Costanzo y Mara Venier. La segunda variedad de verano es de 1999 y es la quinta edición de Beato tra le donne, junto a Anna Mazzamauro que se hace pasar por su madre en el espectáculo. En abril de 1999 dirige el nuevo programa Predicciones cada semana en Italia 1.

### Dos mil años
En la primavera de 2001 dirige la tercera edición de Matricole junto a Simona Ventura. En el mismo año también presenta dos nuevos programas: el primero es el episodio piloto de un telequiz titulado Il traditore, emitido el 7 de junio en horario de máxima audiencia, el segundo es Anello debole, emitido en otoño por tres semanas en lugar de Sarabanda. El 28 de junio de 2002 conduce en vivo en horario de máxima audiencia en Canale 5 Miss Universo Italia 2003.
En otoño de 2002 dirige, con la participación de las chicas del valle Morán Atias y Jurgita Tvarish, Matricole & Meteore (cuyas respuestas con algunas modificaciones se presentarán nuevamente en diciembre de 2008). En 2003 volvió a lidiar con el cotilleo con Papirazzo, programa creado por él mismo y propuesto para tres ediciones: la primera emitida a partir de marzo los sábados por la tarde, la segunda a partir de noviembre los jueves por la noche (el cambio de horario se debió a una sanción impuesta por el Comité de Protección de Menores por imágenes sensibles), y la tercera edición de abril de 2004 al sábado por la tarde; en esta última edición no aparece en vídeo, sino que hace de títere que actúa como coanfitrión junto al interpretado por Pasquale Catozzo de I Munchies. Los dos títeres también protagonizan el apéndice del programa llamado Papirazzo ia ia oh. En el verano de 2003, junto con Silvia Toffanin, presentó en Canale 5 la undécima edición de ModaMare a Porto Cervo.
En febrero de 2004 dirige una nueva versión de Sarabanda llamada Sarabanda-Scala & vinci; el programa no alcanzará el éxito esperado y se cerrará a finales del mismo mes. También datan de 2004: 3, 2, 1 Baila (con la participación de Julia Smith), un acceso en prime time a Italia 1 en el que los concursantes competían en un baile sobre las tarimas de los salones recreativos, y en verano L'imbroglione, su primer programa vespertino de Canale 5. En septiembre de 2004 fue elegido en el último minuto (después de vencer a Pino Insegno y Patrizio Roversi) para presentar, primero con Youma Diakite y luego con Natalie Kriz, Il gioco dei 9, un programa de concursos que era propiedad de Raimondo Vianello y que Italia 1 vuelve a proponer durante tres meses, sin el éxito esperado (Papi también fue el autor). Entre marzo y abril de 2005 lidera Super Sarabanda, un desafío entre campeones que, sin embargo, no tiene mucho éxito.
En septiembre de 2006, tras más de un año de ausencia de las pantallas, regresa a Italia 1 para presentar, junto a Federica Panicucci, el reality show La pupa e il secchione, que compara siete "geeks" y siete "bellezas" que viven bajo Un techo. Del 7 de enero al 18 de febrero de 2007 acoge la segunda edición de Distraction, con el apoyo de la modelo Natalia Bush.
En septiembre de 2006, tras más de un año de ausencia de las pantallas, regresa a Italia 1 para presentar, junto a Federica Panicucci, el reality show La pupa e il secchione, que compara siete "geeks" y siete "bellezas" que viven bajo Un techo. Del 7 de enero al 18 de febrero de 2007 acoge la segunda edición de Distraction, con el apoyo de la modelo Natalia Bush.
A partir del 24 de septiembre del mismo año conduce otro programa, Prendere o lasciare durante todo el otoño. Desde diciembre de 2007 hasta junio de 2009 acoge, con la participación de Victoria Silvstedt, las dos nuevas ediciones de La ruota della fortuna (donde también fue autor) que continúa hasta la primavera y que, dado el gran éxito de público y crítica recibida por el programa, se reanuda en otoño de 2008 y finaliza en 2009. Se retomó en diciembre del mismo año con la emisión de unos episodios reeditados para el periodo navideño con La ruota della fortuna - Christmas Edition y luego protagonizada por los VIP, con el título La ruota della fortuna VIP. Luego se repetirá, con modificaciones sustanciales, en Canale 5 en el verano de 2012. El 8 de enero de 2008 también presenta el episodio piloto del programa de concursos/juegos Batti le bionde . A partir del 26 de mayo de 2008, durante todo el verano, en las primeras horas de la noche en Canale 5, presenta un nuevo concurso, Jackpot - Fate il vostro gioco, que luego será reeditado y transmitido en Italia 1 en 2010 con el título de Viva Las Vegas - Fate il vostro gioco. Valletta Karina Michelin aparece en ambos programas.
En septiembre de 2009, flanqueado por la soubrette Raffaella Fico y con la presencia permanente del ex geek Omar Monti, conduce un concurso en Italia 1 titulado Il colore dei soldi, pero es un fracaso. Luego, a partir del 26 de octubre, vuelve a tomar el mando de Prendere o lasciare, esta vez en una versión reeditada de los mismos episodios con la adición de montajes de stacchetti de Raffaella Fico.

### 2010s
El dúo Enrico Papi y Raffaella Fico regresa en 2010 en el nuevo concurso CentoxCento .
Desde el 18 de abril de 2010 presenta la segunda edición de La pupa e il secchione, esta vez con el subtítulo Il ritorno, junto a Paola Barale. En otoño del mismo año conduce su primer programa inventado por él mismo (nacido de una idea de su hija), titulado Transformat, emitido en Italia 1 a partir del 8 de noviembre junto de nuevo a Raffaella Fico y Katia Follesa que en 2011 ser reemplazada por la soubrette Francesca Cipriani. En 2012 volvió a la dirección de Trasformat en una versión reeditada, donde se añadió su versión virtual llamada Enrichetto.
Después de una pausa de dos años, en junio de 2013 volvió a estar al frente de un nuevo programa de concursos de Italia 1, Top One, del que es anfitrión de ambas ediciones y también es autor y director. La primera edición está ambientada en el parque de atracciones Rainbow Magicland de Valmontone (Roma), la segunda en el de Etnaland en Valcorrente (Catania).
En junio de 2017, más de tres años después de su último trabajo como conductor, regresó a Sarabanda , su programa más exitoso, con tres episodios especiales en vivo en horario de máxima audiencia. Para Papi es un regreso a la guía del juego musical de Italia 1, doce años después de su último episodio realizado.

### Traslado a Sky Italia
Tras más de 21 años en las redes de Mediaset, en julio de 2017 se traslada a Sky Italia, donde desde el 28 de agosto presenta Guess My Age - Indovina l'età en TV8, el canal en abierto de la plataforma Sky. Dada la buena respuesta del público, el programa se promociona ocasionalmente en horario de máxima audiencia y en directo en más de una ocasión con el título Guess My Age - Special Edition. En noviembre de 2018 presenta La notte dei record en la madrugada, ya conocida en el pasado bajo el nombre de El show di record, un programa centrado en los más famosos y particulares poseedores de récords pertenecientes al Libro Guinness de los Récords. En marzo de 2020 y marzo de 2021 lidera las finales de la décima y undécima edición de Italia's Got Talent . Desde septiembre de 2020 ha presentado dos ediciones del programa de juegos musicales en horario estelar Name That Tune - Indovina la canzone, basado en el mismo formato que inspiró Sarabanda, su programa más exitoso.

### Volver a Mediaset
En verano de 2021 regresa a Mediaset después de cuatro años, donde desde el 12 de septiembre presenta el histórico programa Scherzi a parte en horario de máxima audiencia en Canale 5, volviendo a la cadena insignia después de trece años. En la primavera de 2022, también presentó la tercera edición de Big Show en Canale 5, asistido por Scintilla, Cristina D'Avena y Zeudi Di Palma. En 2023 fue comentarista, junto a Vladimir Luxuria, en la decimoséptima edición de L'isola dei famosi, retransmitida por Canale 5 con la dirección de Ilary Blasi.

## Otras apariciones en televisión
A lo largo de los años ha sido invitado como invitado o como competidor en diversas emisiones, entre ellas Numero Uno de Pippo Baudo e Il Quizzone de Gerry Scotti (como competidor), ambas en 1996. En la temporada 1996-97 y en las siguientes fue invitado en Buona Domenica, donde conoció a Maurizio Costanzo, con quien entablaría una excelente relación (sería uno de los testigos de boda de Papi), siendo además invitado en varias ocasiones. los años al Maurizio Costanzo Show. En 1998 participó en Ciao Darwin, mientras que entre 1999 y 2000 fue varias veces invitado en Carràmba! Che fortuna, programa de Raffaella Carrà, con quien colaboró a menudo durante ese período. En 2000 participó en Allegria! de Mike Bongiorno y en 2001 participó en un episodio de Milán-Roma . En 2006 fue invitado a Le invasioni barbariche donde fue entrevistado por Daria Bignardi. En 2007 es víctima de una broma de Scherzi a parte . En 2008 fue galardonado con el Tapiro d'Oro, un conocido premio satírico de Striscia la notizia. En 2009 fue invitado de Victoria Cabello en Victor Victoria. Desde la década de 2010 ha sido entrevistado varias veces por Silvia Toffanin en Verissimo. En 2014 volvió a Rai 1, donde compitió en La prova del cuoco, regresando en 2015 en horario de máxima audiencia. En el 2017 fue entrevistado por Barbara D'Urso en Domenica Live . Desde el mismo año ha sido invitado varias veces como invitado en TV Talk. En 2021 es invitado de Mara Venier en Domenica In.
En 2016 participó como competidor en dos programas de horario estelar de la Rai 1: primero compitió en la undécima edición de Ballando con le stelle, quedando eliminado tras cuatro capítulos y al no poder ser pescado, luego participó en la sexta edición de Tale e quale show terminar décimo y por lo tanto no poder acceder al torneo, sin embargo ser pescado más tarde y terminar en cuarto lugar.

### Actividad de visionario y productor
Es el descubridor del concurso Rai 1 Reazione a catena, que se emite todos los veranos desde 2007. Papi afirmó haberlo encontrado en una cadena de televisión estadounidense en 2005 (cuando se mudó a Miami) y haberlo traído a Italia proponiéndolo primero a Italia 1 y luego, ante la negativa de la cadena, a Rai 1.
A mediados de los noventa fundó y fue propietario de Enrico Papi Videoproduzioni, empresa que gestiona su imagen además de actuar en el campo de las producciones radiotelevisivas. A mediados de la década de 2000, la empresa cambió su nombre a Duck On Line y Papi fue el propietario de 2007 a 2014.

## Programas de televisión
| Año                   | Título                                | Cadeña   | Cadeña   | Role       |
| --------------------- | ------------------------------------- | -------- | -------- | ---------- |
| 1988-1990             | Fantastico bis                        | Rai 1    | Rai 1    | Conductor  |
| 1990-1994             | Unomattina                            | Rai 1    | Rai 1    | Conductor  |
| 1992                  | La Banda dello Zecchino               | Rai 1    | Rai 1    | Conductor  |
| 1992-1993             | Unomattina Estate                     | Rai 1    | Rai 1    | Conductor  |
| 1993                  | Fatti e misfatti                      | Rai 1    | Rai 1    | Conductor  |
| 1995                  | Chiacchiere                           | Rai 1    | Rai 1    | Conductor  |
| 1995-1996             | Chiacchiere di Enrico Papi            | Rai 1    | Rai 1    | Conductor  |
| 1996                  | Papi quotidiani                       | Canale 5 | Canale 5 | Conductor  |
| 1996                  | Tutti in piazza                       | Canale 5 | Canale 5 | Conductor  |
| 1996-1997             | Verissimo                             | Canale 5 | Canale 5 | Conductor  |
| 1997                  | Edizione straordinaria                | Italia 1 | Italia 1 | Conductor  |
| 1997-2004, 2005, 2017 | Sarabanda                             | Italia 1 | Italia 1 | Conductor  |
| 1997                  | Regalo di Natale                      | Italia 1 | Italia 1 | Conductor  |
| 1997-1998             | Buona Domenica                        | Canale 5 | Canale 5 | Conductor  |
| 1998                  | Sapore d'estate                       | Canale 5 | Canale 5 | Conductor  |
| 1998                  | Volare - Emozioni 1998                | Canale 5 | Canale 5 | Conductor  |
| 1999                  | Predizioni                            | Italia 1 | Italia 1 | Conductor  |
| 1999                  | Beato tra le donne                    | Canale 5 | Canale 5 | Conductor  |
| 2001                  | Festival de Sanremo                   | Rai 1    | Rai 1    | Conductor  |
| 2001                  | Dopo il festival tutti da me          | Rai 1    | Rai 1    | Conductor  |
| 2001                  | Matricole                             | Italia 1 | Italia 1 | Conductor  |
| 2001                  | Il traditore                          | Italia 1 | Italia 1 | Conductor  |
| 2001                  | Anello debole                         | Italia 1 | Italia 1 | Conductor  |
| 2002                  | Miss Universo Italia 2003             | Canale 5 | Canale 5 | Conductor  |
| 2002                  | Matricole & Meteore                   | Italia 1 | Italia 1 | Conductor  |
| 2003-2004             | Papirazzo                             | Italia 1 | Italia 1 | Conductor  |
| 2003                  | Moda Mare a Portocervo                | Canale 5 | Canale 5 | Conductor  |
| 2004                  | 3, 2, 1 Baila                         | Italia 1 | Italia 1 | Conductor  |
| 2004                  | L'imbroglione                         | Canale 5 | Canale 5 | Conductor  |
| 2004                  | Il gioco dei 9                        | Italia 1 | Italia 1 | Conductor  |
| 2006, 2010            | La pupa e il secchione                | Italia 1 | Italia 1 | Conductor  |
| 2007                  | Distraction                           | Italia 1 | Italia 1 | Conductor  |
| 2007                  | Prendere o lasciare                   | Italia 1 | Italia 1 | Conductor  |
| 2007-2009, 2009-2010  | La ruota della fortuna                | Italia 1 | Italia 1 | Conductor  |
| 2008                  | Batti le bionde                       | Italia 1 | Italia 1 | Conductor  |
| 2008                  | Jackpot - Fate il vostro gioco        | Canale 5 | Canale 5 | Conductor  |
| 2009                  | Il colore dei soldi                   | Italia 1 | Italia 1 | Conductor  |
| 2010                  | CentoxCento                           | Italia 1 | Italia 1 | Conductor  |
| 2010                  | Viva Las Vegas - Fate il vostro gioco | Italia 1 | Italia 1 | Conductor  |
| 2010-2011             | Trasformat                            | Italia 1 | Italia 1 | Conductor  |
| 2013-2014             | Top One                               | Italia 1 | Italia 1 | Conductor  |
| 2017-2021             | Guess My Age - Indovina l'età         | TV8      | TV8      | Conductor  |
| 2018                  | La notte dei record                   | TV8      | TV8      | Conductor  |
| 2020-2021             | Italia's Got Talent                   | TV8      | Sky Uno  | Conductor  |
| 2020-2021             | Name That Tune - Indovina la canzone  | TV8      | TV8      | Conductor  |
| 2021-presente         | Scherzi a parte                       | Canale 5 | Canale 5 | Conductor  |
| 2022                  | Big Show - Enrico Papi                | Canale 5 | Canale 5 | Conductor  |
| 2023                  | L'isola dei famosi 17                 | Canale 5 | Canale 5 | Opinionist |

## Testimonio publicitario
| Año       | Título |
| --------- | ------ |
| 2000-2003 | Cepu   |
| 2018-2019 | Cielo  |

## Radio
| Año       | Título                | Cadeña        | Role      |
| --------- | --------------------- | ------------- | --------- |
| 1996-1997 | Papi News             | RTL 102.5     | Conductor |
| 2016      | 40 anni Radio Subasio | Radio Subasio | Conductor |

## Filmografía

### Actor

#### Cine
| Año  | Título            | Notas              |
| ---- | ----------------- | ------------------ |
| 2001 | Ravanello pallido | Gianni Costantino  |
| 2014 | Ambo              | Pierluigi Di Lallo |

#### Televisión
| Año  | Título                                      | Notas         |
| ---- | ------------------------------------------- | ------------- |
| 2000 | The Bold and the Beautiful                  | Episodio 3214 |
| 2019 | Romolo + Giuly: La guerra mondiale italiana | Episodio 2x6  |

### Actor de voz
| Año  | Título | Personaje |
| ---- | ------ | --------- |
| 1998 | Mulan  | Mushu     |

### Videos musicales
| Año  | Título                   | Autor         |
| ---- | ------------------------ | ------------- |
| 2016 | Tutto molto interessante | Fabio Rovazzi |

## Discografía

### Individual
| Año  | Título                             | Autor       |
| ---- | ---------------------------------- | ----------- |
| 2017 | Mooseca                            | Enrico Papi |
| 2018 | Un'estate mentale                  | Enrico Papi |
| 2020 | Come si chiama (la canzone che fa) | Enrico Papi |

## Premios y reconocimientos
| Año  | Premio                       | Categoría                                     | Trabajo                | Resultado |
| ---- | ---------------------------- | --------------------------------------------- | ---------------------- | --------- |
| 1998 | Telegatto                    | Mejor programa de variedades                  | Buona Domenica         | Nominado  |
| 2000 | Telegatto                    | Mejor transmisión musical                     | Sarabanda              | Nominado  |
| 2007 | TvBlog Awards 2006           | Premio programa revelación del año del jurado | La pupa e il secchione | Ganador   |
| 2007 | TvBlog Awards 2006           | Premio al mejor reality show del jurado       | La pupa e il secchione | Ganador   |
| 2011 | Fresh TV Around the World    | Programa Plus original del mundo              | Transformat            | Ganador   |
| 2022 | 100 a la excelencia italiana | Presentadores de televisión                   |                        | Ganador   |